# Riiassilma laid
Riiassilma laid ist eine unbewohnte Insel, 150 Meter von der größten estnischen Insel Saaremaa entfernt. Die Insel liegt in der Landgemeinde Saaremaa im Kreis Saare. Sie ist Teil des Naturschutzgebietes Kahtla-Kübassaare hoiuala.
Riiassilma laid ist 310 Meter lang und 80 Meter breit.